# Phone Tap
«Phone Tap» es la cuarta canción del álbum Nas, Foxy Brown, AZ, and Nature Present the Firm: The Album del supergrupo de hip hop The Firm. Es el segundo y último sencillo de The Firm después de su disolución. La canción habla sobre las relaciones entre los federales y pandilleros, y las injusticias que causan los primeros, respondiendo con la rebeldía de estos, casi siempre hablando por teléfono los cantantes. El track anterior a esta canción es un intro a esta canción, que contiene parte de la película The Firm de 1993 protagonizada por Tom Cruise.

## Video musical
El video musical fue dirigido por Nick Quested. Contiene partes de la película The Firm (de donde vino en nombre del álbum), y en general sigue gran parte de la canción.